# Županija Östergötland
Županija Östergötland (šved. Östergötlands län) županija je u jugoistočnoj Švedskoj. Graniči sa susjednim županijama Kalmar, Jönköping, Västra Götaland, Örebro i Södermanland. Manjim dijelom izlazi na Baltičko more.
Obuhvaća teritorij veličine 10 562 četvorna kilometra, a glavni grad je Linköping.

## Općine u Županiji Östergötland
| Åtvidaberg Boxholm Finspång Kinda Linköping Mjölby Motala | Norrköping Ödeshög Söderköping Vadstena Valdemarsvik Ydre |